# گره چندفلزی

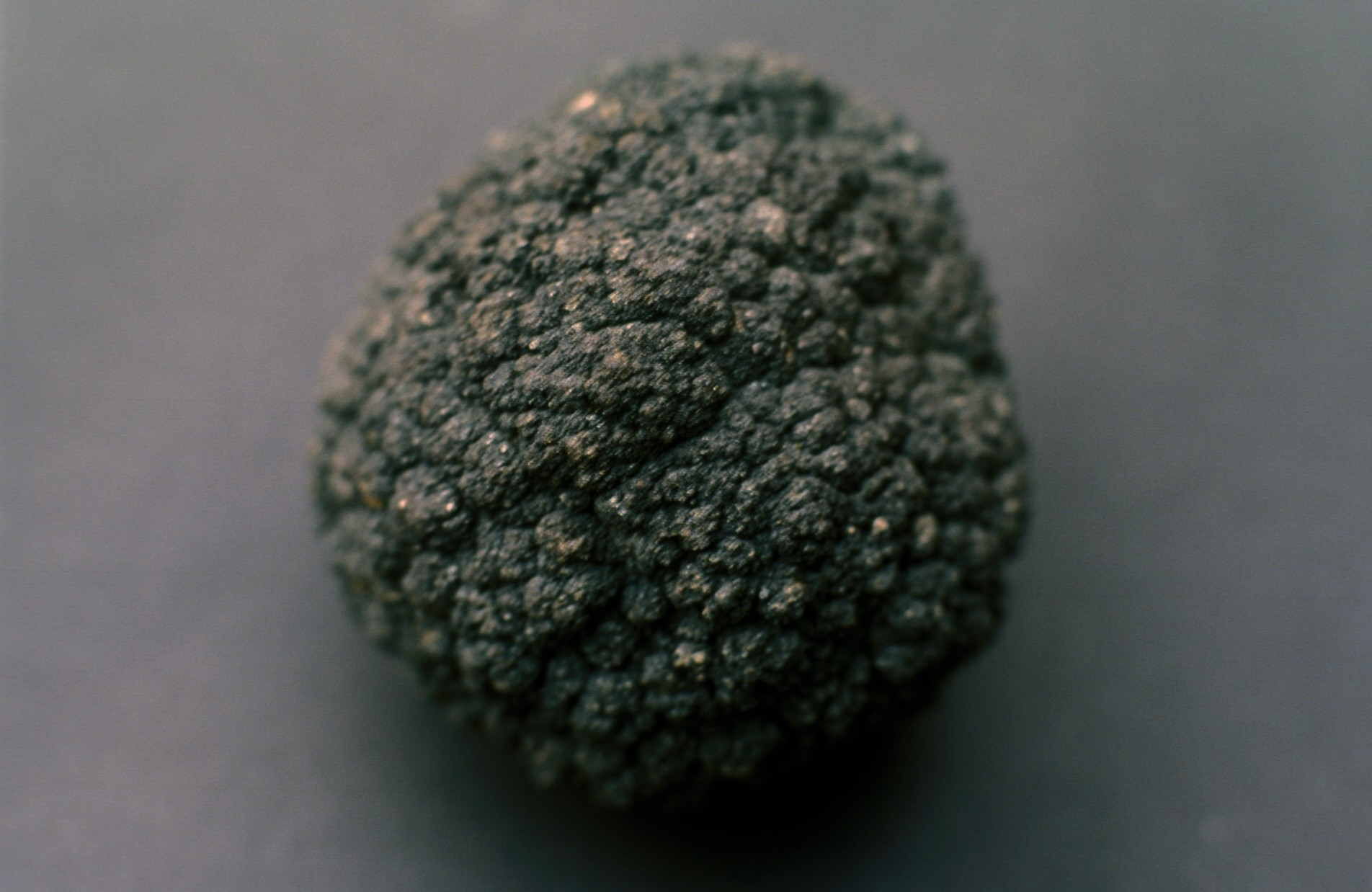
گره چندفلزی منیزیم

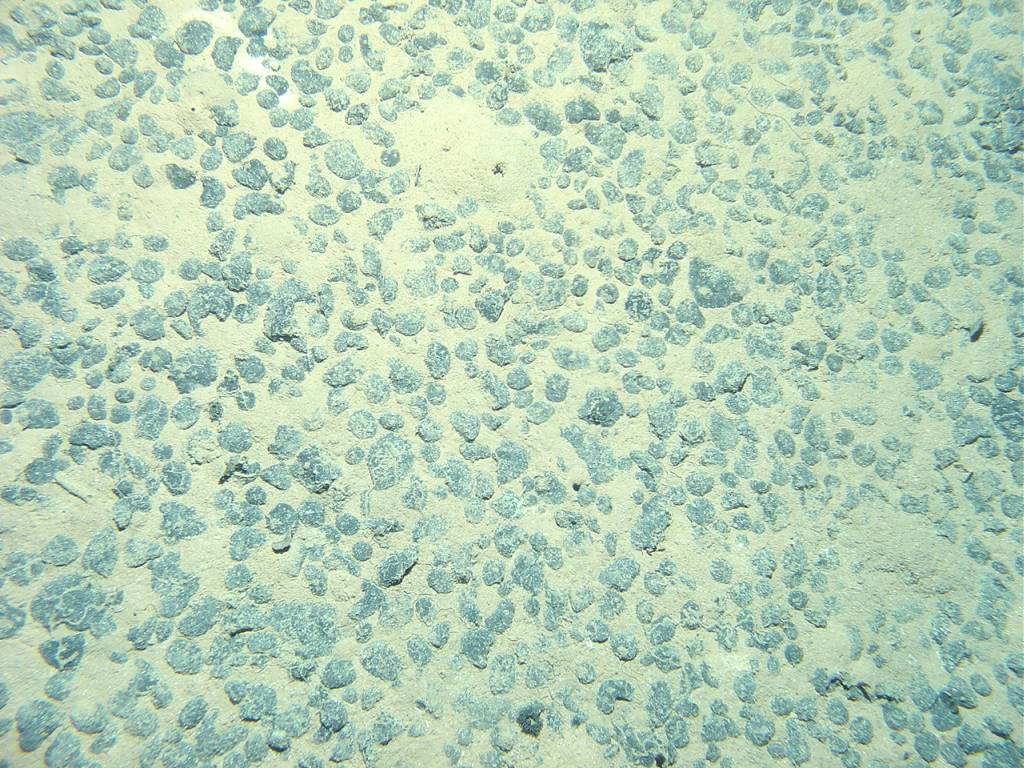
گره‌های چندفلزی در بستر دریا

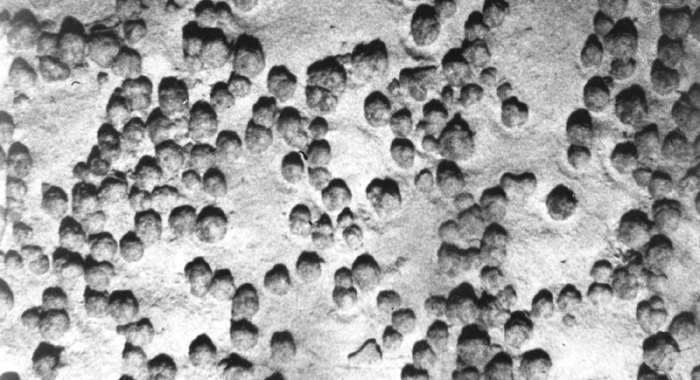
فرومنگنزها به‌صورتی که در کف دریا پراکنده‌اند

گره‌های چندفلزی (انگلیسی: Manganese nodule) که گره‌های منگنز نیز نامیده می‌شوند از مواد معدنی سنگالی در کف دریا هستند که از لایه‌های متحدالمرکز هیدروکسیدهای آهن و منگنز در اطراف یک هسته تشکیل شده‌اند. از آنجایی که گره‌ها را می‌توان در اندازه‌های زیادی یافت و حاوی فلزات ارزشمندی هستند، این ذخیره‌ها به عنوان منافع اقتصادی بالقوه شناسایی شده‌اند. بسته به ترکیب و انتخاب نویسنده، ممکن است به آنها گره فرومنگنز نیز گفته شود. گره‌های فرومنگنز بتن‌های معدنی متشکل از سیلیکات‌ها و اکسیدهای آهن و منگنز نامحلول هستند که در بستر اقیانوس‌ها و خاک‌های خشکی ایجاد می‌شوند. مکانیسم تشکیل شامل یک سری نوسانات ردوکس است که توسط هر دو فرایند اجزای غیر زنده و اکوسیستم شکل می‌گیرد. این به‌عنوان یک محصول جانبی خاک‌زایی، ترکیب ویژهٔ یک گره فرومنگنز به ترکیب خاک اطراف بستگی دارد. مکانیسم‌های تشکیل و ترکیب گره‌ها امکان جفت شدن با چرخه‌های بیوژئوشیمیایی فراتر از آهن و منگنز را فراهم می‌کند.فراوانی نسبی بالای نیکل، مس، منگنز و سایر فلزات کمیاب در گره‌ها، علاقه به استفاده از آنها را به عنوان منبع معدنی افزایش داده است.
از نظر اندازه گرهک‌ها از ذرات ریزی که فقط با استفاده از میکروسکوپ قابل مشاهده است گرفته تا گلوله‌های بزرگ با عرض بیش از ۲۰ سانتی‌متر (۸ اینچ) متفاوت است. با این حال، بیشتر گره‌ها بین ۳ تا ۱۰ سانتی‌متر (۱ تا ۴ اینچ) قطر دارند؛ تقریباً به اندازهٔ تخم‌مرغ. پرداخت سطح آنها از صاف تا زبر و ناصاف متفاوت است. آنها اغلب دارای بافت بوتریوئیدی (خوشه انگور مانند) هستند و از شکل کروی تا معمولی پهن، گاهی پراکنده یا در غیر این صورت نامنظم هستند. 